# Кивера
Кивера (ест. Kõvera, виро Kõvõra) — село в Естонії, входить до складу волості Орава, повіту Пилвамаа.